# Perdita lipovskyi
Perdita lipovskyi är en biart som beskrevs av Timberlake 1964. Perdita lipovskyi ingår i släktet Perdita och familjen grävbin. Inga underarter finns listade i Catalogue of Life.